# Робертс (Айдахо)
Робертс (англ. Roberts) — місто в окрузі Джефферсон, штат Айдахо, США. Є частиною агломерації Айдахо-Фоллс. Згідно з переписом 2010 року населення становило 580 осіб, що на 67 осіб менше, ніж 2000 року.

## Географія
Робертс розташований за координатами 43°43′16″ пн. ш. 112°7′44″ зх. д. / 43.72111° пн. ш. 112.12889° зх. д. (43.721029, -112.128859).  За даними Бюро перепису населення США в 2010 році місто мало площу 0,80 км², з яких 0,78 км² — суходіл та 0,01 км² — водойми.

## Демографія

### Перепис 2010 року
За даними перепису 2010 року, у місті проживало 580 осіб у 179 домогосподарствах у складі 141 родин. Густота населення становила 746,5 ос./км². Було 192 помешкання, середня густота яких становила 247,1/км². Расовий склад міста: 62,6% білих, 0,5% афроамериканців, 1,0% індіанців, 1,2% азіатів, 31,6% інших рас, а також 3,1% людей, які зараховують себе до двох або більше рас. Іспанці та латиноамериканці незалежно від раси становили 52,4% населення.
Із 179 домогосподарств 49,7% мали дітей віком до 18 років, які жили з батьками; 57,5% були подружжями, які жили разом; 16,2% мали господиню без чоловіка; 5,0% мали господаря без дружини і 21,2% не були родинами. 19,0% домогосподарств складалися з однієї особи, в тому числі 10,6% віком 65 і більше років. У середньому на домогосподарство припадало 3,24 мешканця, а середній розмір родини становив 3,76 особи.
Середній вік жителів міста становив 28,1 року. Із них 34,5% були віком до 18 років; 10,5% — від 18 до 24; 25,2% від 25 до 44; 21,1% від 45 до 64 і 8,8% — 65 років або старші. Статевий склад населення: 52,4% — чоловіки і 47,6% — жінки.
Середній дохід на одне домашнє господарство  становив 30 667 доларів США (медіана — 25 833), а середній дохід на одну сім'ю — 33 910 доларів (медіана — 25 909). Медіана доходів становила 23 810 доларів для чоловіків та 25 987 доларів для жінок. За межею бідності перебувало 42,7 % осіб, у тому числі 55,1 % дітей у віці до 18 років та 17,9 % осіб у віці 65 років та старших.
Цивільне працевлаштоване населення становило 222 особи. Основні галузі зайнятості: освіта, охорона здоров'я та соціальна допомога — 21,2 %, роздрібна торгівля — 16,7 %, сільське господарство, лісництво, риболовля — 14,9 %.

### Перепис 2000 року
Станом на 2000 рік середній дохід домогосподарств у місті становив $31 071, родин — $33 125. Середній дохід чоловіків становив $28 750 проти $17 000 у жінок. Дохід на душу населення в місті був $11 100. Приблизно 12,6% родин і 18,9% населення перебували за межею бідності, включаючи 22,8% віком до 18 років і 7,9% від 65 і старших.